# (3170) Dzhanibekov
(3170) Dzhanibekov es un asteroide que forma parte del cinturón de asteroides y fue descubierto por Nikolái Stepánovich Chernyj el 24 de septiembre de 1979 desde el Observatorio Astrofísico de Crimea, en Naúchni.

## Designación y nombre
Dzhanibekov recibió al principio la designación de 1979 SS11.
Posteriormente, en 1988, se nombró en honor del cosmonauta soviético Vladímir Dzhanibekov.

## Características orbitales
Dzhanibekov orbita a una distancia media de 2,928 ua del Sol, pudiendo acercarse hasta 2,676 ua y alejarse hasta 3,18 ua. Tiene una inclinación orbital de 2,018 grados y una excentricidad de 0,086. Emplea 1830 días en completar una órbita alrededor del Sol.

## Características físicas
La magnitud absoluta de Dzhanibekov es 12,4 y el periodo de rotación de 6,072 horas. Está asignado al tipo espectral S de la clasificación SMASSII.